# Drömmen (målning)
Drömmen (franska: Le Rêve) är en oljemålning av den franske naivistiske konstnären Henri Rousseau. Den målades 1910 och ingår sedan 1954 i samlingarna på Museum of Modern Art i New York efter en donation av Nelson Rockefeller. 
Rousseau var självlärd och skildrade ofta i ett oskolat naivt manér fantasifulla och exotiska motiv i en stelnad drömvärld. Han förberedde sig mycket noggrant med många skisser. Inspiration fick han från studier i botaniska och zoologiska trädgårdar. Tack vare en överenskommelse med en av trädgårdsmästarna på Jardin des Plantes kunde han sitta i timmar i växthuset och teckna. I första hand var hans djungelmålningar fantasier; hans eget påstående om att han som ung varit utomlands och rest i Mexiko stämde inte. 
Rousseau blev känd för sina djungelbilder och Drömmen var den sista och den största (204,5 x 298,5 cm) av ungefär 25 målningar med detta motiv. Målningen visar en naken kvinna som sitter tillbakalutad i en soffa. Antagligen är det hennes dröm som gett målningen dess titel. Gömd i djungeln finns en flöjtspelande ormtjusare, precis som i Rousseaus målning Ormtjuserskan, och ett flertal vilda djur såsom lejon, orm, apa, elefant och fåglar.  
Rousseau började måla sent i livet och hans konst blev till en början förlöjligad. Men omkring sekelskiftet uppmärksammades han av avantgardet och kulturprofiler som Alfred Jarry, André Breton, Guillaume Apollinaire, Pablo Picasso och Robert Delaunay. Drömmen var den sista målning som Rousseau färdigställde; han avled den 2 september 1910. Han ställde ut målningen på independenternas salong samma år. 